# 承古铁路
承古铁路起自承德至古北口，是现今河北省承德境内已拆除的一条铁路。长106.3km。与锦承铁路、通古铁路相连。通古铁路与承古铁路合称（北）京热（河）铁路，是今京承铁路的前身。

## 历史
1937年8月，关东军决定抢建该线路。1937年8月分段测量了承德至张百湾46km、张百湾至古北口62km的线路。沿途设广会岭隧道、蓝旗梁隧道、拉海岭展线隧道等越岭地段。线路经滦平县治滦河镇、鞍匠屯，主要沿清代古北口至承德的御道。满铁铁道总局建设局锦州建筑事务所分包工程给6个承包商于8月20日开工。土方348万立方米，桥梁55座1950米，隧道21座3039米。1938年1月铺轨，4月1日承古铁路开通临时运营。1945年4月15日与锦承铁路合并称作锦古铁路，长542km。由于夏季洪水影响承古铁路于1938年10月正式运营。
1942年日伪为开采大庙铁矿，修建了双头山至大庙的22.6km滦平支线（双大铁路）。
1946年8月，共产党动员铁路工人拆除了承古铁路。1951年12月，中央财委批准修复锦古铁路。铁道部指示拟建京承铁路而停止复建承古铁路。 
1956年7月热河铁矿厂铁路专用线动工，1957年底基本完成，1958年3月正式通车。修复后的承滦铁路东起承德火车站，西至双滦区滦河镇，全长21.6公里，基本沿承古铁路复建。 
2001年至2008年建设的张双铁路，利用既有承滦线既有线8.9公里，改建既有线0.7公里。北京铁路局于2007年7月4日下发了《关于承滦铁路专用线拆除有关事项的通知》，确定于7月8日18时起，承钢铁路专用线市区段（东起武烈河东岸，西至广仁岭西侧老羊沟）封锁停运。承德市政府对该段铁路正式拆除。